# Daphne du Maurier
Daphne du Maurier, DBE (Londres, 13 de maig de 1907-Cornualla, 19 d'abril de 1989), va ser una novel·lista britànica.

## Biografia
Neta de l'escriptor i dibuixant George du Maurier, va gaudir sempre d'un ambient refinat. Els seus pares, el productor i actor Gerald du Maurier i l'actriu Muriel Beaumont, li van donar una educació exquisida i les seves bones relacions li van permetre publicar els seus primers escrits en la revista del seu oncle. Es va casar amb el lloctinent Frederick Arthur Motague Browning, que va arribar a ser heroi de guerra i va rebre tractament de Sir. Ella mateixa va arribar a la distinció de 'dama de Sa Majestat'. Va residir al castell de Menabilly, una mansió a la costa de Cornualla, que li va servir com a escenari d'algunes de les seves obres i on va tenir tres fills.
Després de la seva mort, el 1989, es van fer nombroses referències a la seva bisexualitat secreta: una aventura amb Gertrude Lawrence, així com la seva atracció per Ellen Doubleday, l'esposa del seu editor nord-americà, van ser citades. Du Maurier afirma en les seves memòries que son pare volia un fill que arribés a ser mariscal de camp i que ella, descontenta, hauria volgut néixer nen.

## Obra
Amb poc més de vint anys, va escriure la seva primera novel·la. Fou coneguda per novel·les com Rebecca, publicada el 1938, traduïda al català per Marta Pera Cucurell i publicada per Edicions 62 el 2008, i La meva cosina Raquel, també en català en traducció de Marta Pera Cucurell, totes dues dutes al cinema. Les pel·lícules Jamaica Inn i Els ocells d'Alfred Hitchcock també es van basar en relats seus. A més de les seves obres més conegudes per haver estat dutes al cinema, va escriure molts relats en què reflecteix dones traumatitzades o perverses. És el cas dels relats La pomera, El jove fotògraf o Besa'm una altra vegada, foraster (El Nadir, 2005, València). Històries de crueltat, discreta misogínia, ambients carregats d'energies negatives, que s'avancen als que després va traçar Patricia Highsmith.

## Distincions
- Mrs. Daphne du Maurier (1907-1932)
- Sra. Frederick Browning, Daphne du Maurier (1932-1946)
- Senyora Browning; Daphne du Maurier (1946-1969)
- Senyora Browning; Daphne du Maurier Dame DBE (1969-1989)

En l'aniversari de la reina al juny de 1969, Daphne du Maurier va ser condecorada com a Dama de l'Imperi britànic. Ella mai va utilitzar el títol i, segons la seva biògrafa Margaret Forster, no ho digué a ningú. Fins i tot els seus fills es van assabentar pels diaris. I va evitar l'atenció de la premsa.

## Obres
- L'esperit d'amor (1931)
- I'll Never Be Young again (1932)
- The Progress of Julius (1933) (més tard es va tornar a publicar com Julius)
- Jamaica Inn (1936)
- Rebecca (1938)
- Rebecca (1940) (adaptació teatral pròpia a partir de la seva novel·la)
- Bon Nadal (1940) (conte)
- Vine Vent, Come Temps (1940) (recull de contes)
- Creek francès (1941)
- Famolenc Hill (1943)
- Entre els anys (1945)
- The King's General (1946)
- Setembre Tide (1948)
- Els paràsits (1949)
- La meva cosina Raquel (1951)
- La pomera (1952) (recull de contes, també conegut com a Kiss Me Stranger)
- Mary Anne (1954)
- El boc expiatori (1957)
- Primers contes (1959) (recull de contes, contes escrits entre 1927-1930)
- El Breaking Point (1959) (recull de contes, àlies El Blau lents)
- Castle Dor (1961) (amb Sir Arthur [Quiller-Couch)
- Els ocells i altres contes (1963) (reedició de La Pomera)
- Els bufadors de vidre (1963)
- El vol del falcó (1965)
- La casa al Strand (1969)
- No després de mitjanit (1971) (recull de contes, també conegut com a Don't Look Now)
- Rule Britannia (1972)
- "Les Històries Rendezvous i Altres" (1980) (recull de contes)